# Álvaro de Albornoz
Pour les articles homonymes, voir Albornoz.
Álvaro de Albornoz Liminiana (13 juin 1879, Lluarca – 22 octobre 1954, Mexico) était un avocat, écrivain et l'un des fondateurs de la Seconde République espagnole. 
Il est membre de différents gouvernements (Alcalá-Zamora, Azaña I et II) sous la Seconde République espagnole. 

## Jeunesse
Il commença ses premières études dans sa ville natale de Luarca, puis il se rendit à l'Université d'Oviedo pour étudier le droit. Pendant ses années universitaires, il vécut l'enthousiasme du Parti républicain à Oviedo, qui était très répandu dans les cercles intellectuels de l'époque. Certains de ses professeurs étaient Leopoldo Alas "Clarín" et Adolfo Álvarez Buylla, un marxiste érudit et fondateur du séminaire de sociologie à la bibliothèque de la faculté. Après Oviedo, Albornoz se rendit à Madrid où il fut influencé par Francisco Giner de los Ríos et l'"Institución Libre de Enseñanza." Au cours de ces années, ses convictions sociales et politiques se formèrent et se consolidèrent.
Il retourna ensuite à Luarca, où en 1899, il épousa Amalia Salas. Le 29 avril 1900, à Luarca, naquit leur premier enfant, Maria de la Concepción ("Concha"). L'année suivante vint "Alvarito", leur fils. Albornoz exerça le droit pendant dix ans. Il devint de plus en plus actif dans les activités socialistes et écrivit pour le journal politique "La Aurora Social" en Asturies. En 1909, il devint membre du Parti républicain radical de Lerroux. Il fut élu au parlement espagnol en 1910. Après les élections de 1914, Albornoz quitta la politique et le Parti républicain radical pour pratiquer le droit et consacrer plus de temps à l'écriture.

## Carrière politique et la Seconde République espagnole
En 1929, alors qu'il était détenu à la Cárcel Modelo de Madrid, Albornoz, en compagnie de Marcelino Domingo, fonda le nouveau Parti républicain socialiste radical.
En 1930, après le "Pacte de Saint-Sébastien", Albornoz fut arrêté, emprisonné et jugé pour trahison par la Cour Suprême de Guerre et de Marine. Son avocat commis d'office était Victoria Kent, la première femme à réussir l'examen du barreau espagnol. Albornoz fut acquitté de toutes les charges.
Albornoz fut membre de la République espagnole élue, et après la fuite du roi d'Espagne, il devint membre du Comité Révolutionnaire Provisoire de 1930, ainsi que président du comité de rédaction constitutionnelle. En tant que premier président du "Tribunal de Garantías Constitucionales," il assuma la responsabilité de certaines réformes autorisées par la nouvelle constitution progressiste, parmi lesquelles figuraient la dissolution de l'ordre fraternel des jésuites, le divorce laïque, la suppression du budget de l'État pour le "culte et le clergé," ainsi que d'autres dispositions liées à l'installation d'un gouvernement laïque. Il a également servi en tant que ministre de la Justice et ministre des Travaux publics.
Le 27 juillet 1936, il fut nommé ambassadeur de la Seconde République espagnole à Paris. En septembre, il fut remplacé et dut retourner dans une Espagne enflammée par la guerre civile.

## Vie en Éxile
En 1939, Albornoz, Salas et leur fille Concha de Albornoz émigrèrent à La Havane, Cuba, puis finalement à Mexico. Leur fils Alvarito, la femme d'Alvarito, Maria Araceli, et leur fils les rejoignirent plus tard.
En exil, Albornoz Alvaro continua sa représentation pour la Seconde République espagnole et avec la communauté des exilés espagnols de Mexico. Il fut membre de l'Action républicaine espagnole. Il contribua également à la fondation de l'Ateneo Salmerón. Il siégea au comité de la Junta de Liberation espagnole, représentant le parti de la Gauche républicaine, travaillant en étroite collaboration avec Indalecio Prieto. Il continua de voyager et de défendre le gouvernement légitimement élu de l'Espagne. Le 11 mai 1940, il fut nommé Président de la République espagnole en exil (jusqu'au 27 juin 1945). Il fut également nommé Premier ministre de 1947 à 1951, pour deux mandats consécutifs.
Il correspondait avec des personnes en France et aux États-Unis. Il assista à une conférence des Nations Unies en représentant le gouvernement de la Seconde République espagnole. Mais Franco—soutenu par l'Église et l'Industrie—était solidement installé, et les efforts d'Albornoz en faveur du gouvernement légitimement élu restèrent vains.
Albornoz est décédé le 22 octobre 1954 à Mexico.

## Famille
Le neveu d'Albornoz (fils de sa sœur) était Severo Ochoa, lauréat du prix Nobel de physiologie ou médecine en 1959, aux côtés d'Arthur Kornberg.
Il était également l'arrière-oncle et le parrain d'Aurora de Albornoz, poétesse et critique littéraire célébrée.